# ピエール・ジャン・ジューブ

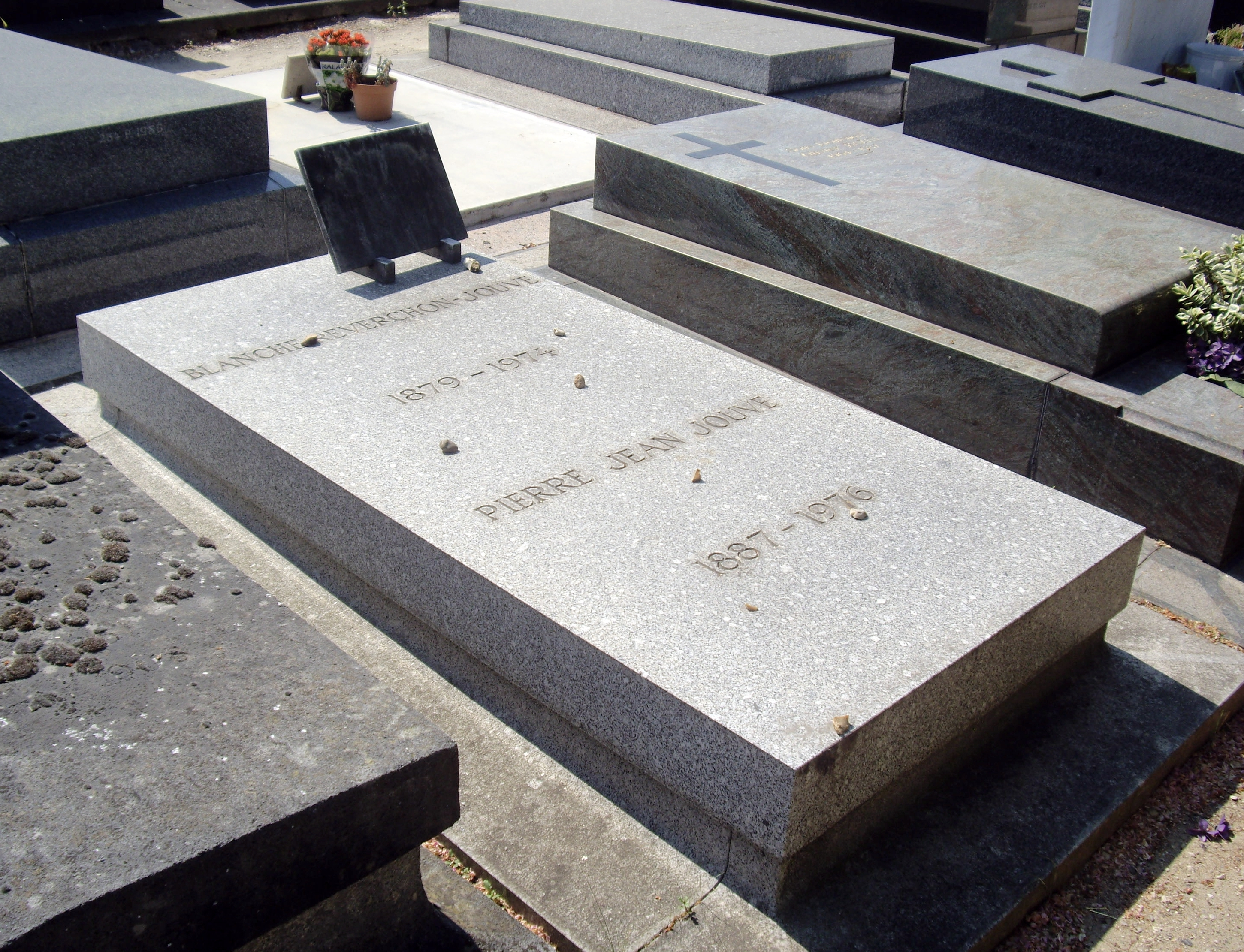
ジューブの墓（モンパルナス墓地）

ピエール・シャルル・ジャン・ジューブ（フランス語:Pierre Charles Jean Jouve、1887年10月11日 - 1976年1月8日）は、フランスの詩人、小説家、評論家、翻訳家。
性を巡った苦悩と認識が人間を崇高な存在へ高めると言う主題を独自の文体で書く詩風で知られ、1933年から1935年にかけて著された詩集『血の汗』はオーストリアの精神科医ジークムント・フロイトの精神分析学の影響を受けた作品で、ジューブの代表作である。フランス文学者の松田穣はジューブを、ポール・エリュアール、ルイ・アラゴンと共に「進歩的現代三大詩人」の一人とした。

## 生涯
1887年10月11日、フランスパ＝ド＝カレー県のアラスに生まれる。戦前は同国出身の詩人ジョルジュ・デュアメルやシャルル・ヴィルドラックらと共にジュール・ロマンが主導したユナニミスム運動に加わり、「アベイ派」の同人として活躍した。
第一次世界大戦中はロマン・ロランの影響を受け、戦後はダダイスム運動に参加し、フロイトの影響を受けた。1924年頃、キリスト教に入信し、カトリック信者となった。この間、詩集『時間』や『悲劇詩』を著した。
第二次世界大戦中は軍隊に従軍し、戦後は1944年に著された戦争に敗北したフランスに苦悶する宗教的な霊性をうたった詩集『パリの聖母』で人気を博した。
その後も『ボードレールの墓（Tombeau de Baudelaire）』などの詩集を発表し、1976年1月8日にパリで亡くなった。遺体はモンパルナス墓地に埋葬された。
シェイクスピアのフランス語翻訳者、文芸評論家・音楽評論としても知られる（著書参照）。

## 詩風と主な作品

### 詩風
ジューブの詩風は難解で、戦前は人類の終末や不幸、善と悪との永遠の闘争などの宗教的で哲学的な主題をうたい、戦後は敗戦したフランスに対する苦悶を『パリの聖母』で表現している。代表作『血の汗』ではフロイトの精神分析学の影響を受け、無意識的なエロスと詩の合一をはかったもので、人間のエロティックな力から生まれる「血の汗」により崇高な実態へ邁進するのが詩人であるとした。

### 著書（邦訳）
- 『パウリーナ1880年（フランス語版）』（Paulina 1880, 1925）小島俊明訳、沖積舎、1994年
- 『血の汗（フランス語版） そのほか - ピエール・ジャン・ジューヴ詩集』（Sueur de Sang, 1933）小島俊明訳、国文社〈ピポー叢書〉1964年
- 『カトリーヌ・クラシャの冒険』（Aventure de Catherine Crachat, 1947）豊崎光一訳、河出書房新社〈モダン・クラシックス〉1975年
 第1部『ヘカテー』（Hécate）、第2部『ヴァガドゥ』（Vagadu）
  - 新訳 『カトリーヌ・クラシャの冒険』小川美登里・飯塚陽子訳、幻戯書房〈ルリユール叢書〉、2025年。ISBN 978-4-86488-326-9
- 『オードその他』（Ode, 1950）谷口正子訳、書肆山田、1992年
（「オード」および「パリの聖母（フランス語版）（抄）」（La Vierge de Paris）所収
- 『ピエール・ジャン・ジューブ』（Pierre Jean Jouve, 1956）ルネ・ミシャ（フランス語版）編、平井照敏訳、思潮社〈セリ・ポエティク〉1971年
- 『ボードレールの墓』（Tombeau de Baudelaire, 1958）道躰章弘訳、せりか書房、1976年、再版1995年
- 『モーツァルトのドン・ジュアン』（Le Don Juan de Mozart, 1968）高橋英郎訳、白水社、1970年
- 『夢とエロスの構造』（Folie et genie, 1983）谷口正子訳、国文社、1990年
（窪田般彌「序のことば」、」ダニエル・ルヴェルス（フランス語版）「ピエール・ジャン・ジューヴの文学」、文学・芸術論 / 詩について / 芸術について / 無意識とフォルム / エロティックによる認識 / 無意識、霊性、破局 /『血の汗』について / 無のテーマ / 象徴と夢 / 感嘆する心について / 詩人の書く小説 / エレーヌ / 詩人の擁護 / 作品・作家論 / バルテュス / バルテュスの絵画作品 / アントナン・アルトーの『チェンチー一家』 / フランク・ヴェーデキントの『ルル』/『ロミオとジュリエット』の翻訳 / マラルメの言葉 / ジェラール・ド・ネルヴァル / 音楽論 / ザルツブルクにて / 魔法の鳥 /『コシ・ファン・トゥッテ』のアイロニー / アルバン・ベルク / フォルムと創作）